# Anaxagorea guatemalensis
Anaxagorea guatemalensis Standl. – gatunek rośliny z rodziny flaszowcowatych (Annonaceae Juss.). Występuje naturalnie w Hondurasie, Gwatemali, Belize oraz Meksyku (w stanach Oaxaca i Veracruz). 

## Morfologia
PokrójZimozielone drzewo lub krzew dorastające do 3–20 m wysokości.
LiścieMają kształt od eliptycznego do odwrotnie owalnego. Mierzą 5,8–32,5 cm długości oraz 2,4–11,5 szerokości. Nasada liścia jest ostrokątna lub rozwarta. Liść na brzegu jest całobrzegi. Wierzchołek jest spiczasty. Ogonek liściowy jest owłosiony i dorasta do 4–16 mm długości.
KwiatySą zebrane w pęczkach. Rozwijają się w kątach pędów lub na pniach i gałęziach (kaulifloria). Działki kielicha mają owalny kształt i dorastają do 7–8 mm długości. Płatki mają kształt od podłużnego do owalnego. Osiągają do 13–22 mm długości. Kwiaty mają 25–35 pręcików i 5–10 słupków.
OwocePojedyncze, osadzone na trzonie. Osiągają 29–45 mm długości.

## Biologia i ekologia
Rośnie w lasach. Występuje na wysokości do 1000 m n.p.m.